# Learc
Learc (en grec antic: Λέαρχος, 'Learkhos'), d'acord amb la mitologia grega, va ser un fill d'Atamant, rei d'Orcomen, i d'Ino, i germà de Melicertes.
Quan Hera va fer enfollir Atamant perquè havia criat en secret el petit Dionís, Atamant va matar amb una fletxa Learc, en confondre'l amb un cérvol. O, segons una altra versió, li va semblar que era una cria de lleó i el va estavellar contra una roca.
Una versió diferent explica que Atamant es va assabentar del crim d'Ino contra els fills que ell havia tingut amb Nèfele, Frixos i Hel·le, i va voler matar-la, però va matar Learc per error.
Eurípides va escriure una tragèdia parlant d'aquest tema.